# Sân vận động TD Place
Sân vận động TD Place (tiếng Anh: TD Place Stadium; tiếng Pháp: Stade Place TD, ban đầu có tên gọi là Lansdowne Park và trước đây là Sân vận động Frank Clair) là một sân vận động ngoài trời ở Ottawa, Ontario, Canada. Sân nằm ở Công viên Lansdowne, ở rìa phía nam của khu phố The Glebe, nơi Đường Bank đi qua kênh Rideau. Đây là sân nhà của Ottawa Redblacks của Canadian Football League (CFL), Ottawa Aces ở League 1 của Rugby Football League (RFL) và Atlético Ottawa của Giải bóng đá ngoại hạng Canada (CPL).
Mặt sân đã tồn tại từ những năm 1870 và là sân vận động hoàn chỉnh từ năm 1908. Sân vận động này đã là nơi tổ chức các giải đấu của FIFA, Thế vận hội Mùa hè và bảy phiên bản Cúp Grey.

## Hình ảnh

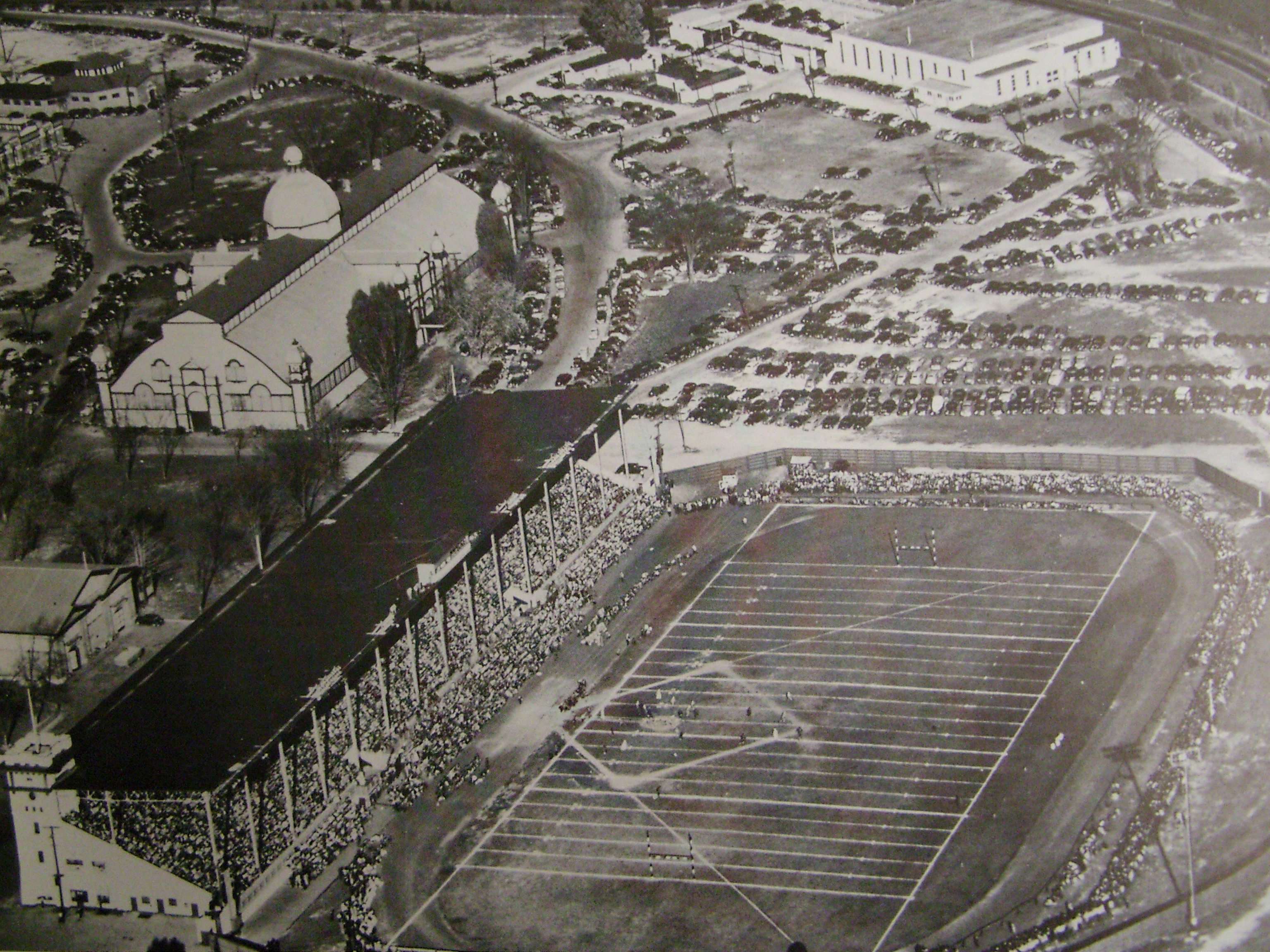
Quang cảnh sân vận động từ trên không vào những năm 1950
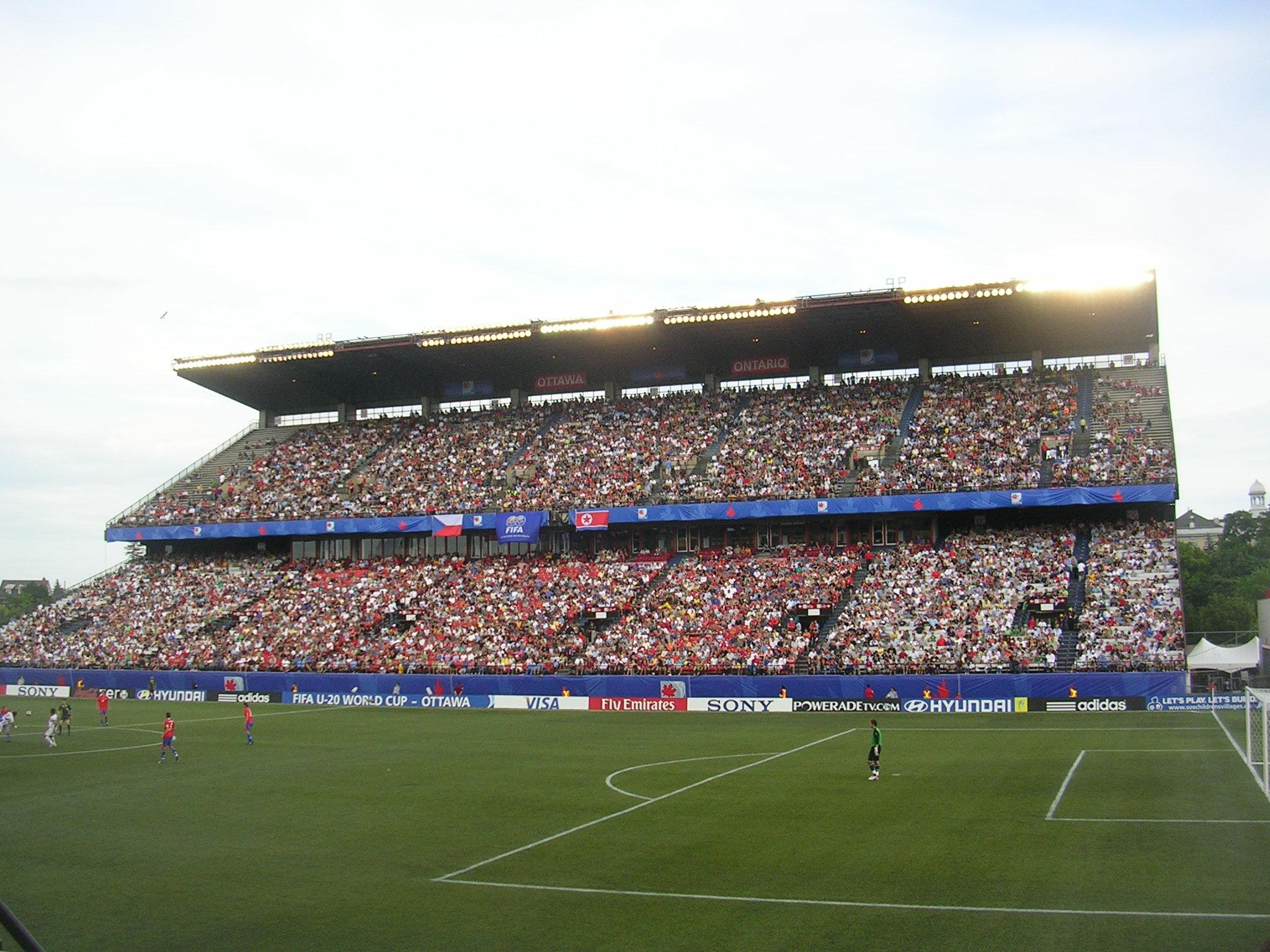
Khán đài phía nam hiện đã bị phá hủy trong một trận đấu bóng đá
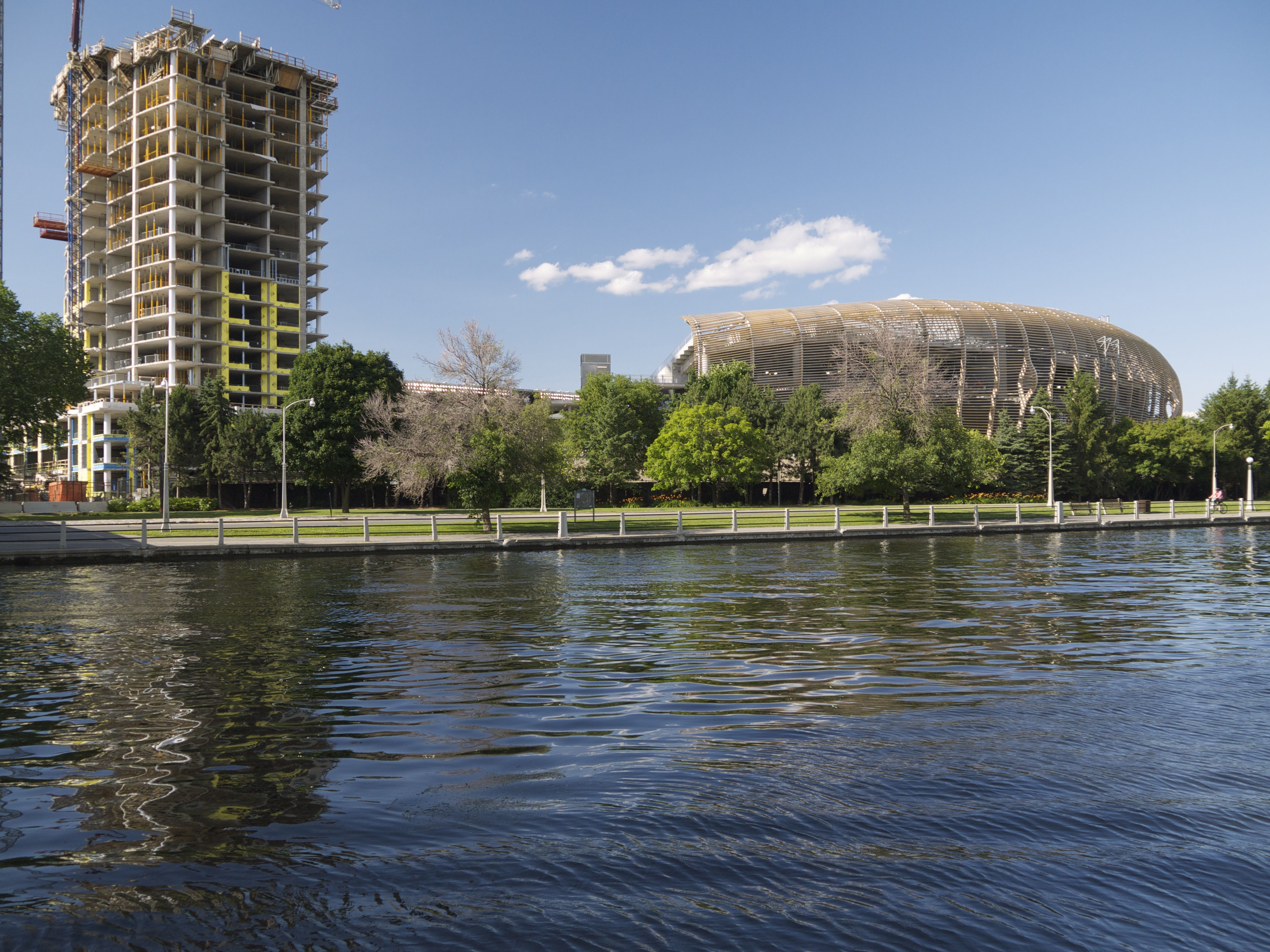
Sân vận động TD Place đã được cải tạo nhìn từ bên kia kênh Rideau; Mùa hè năm 2014
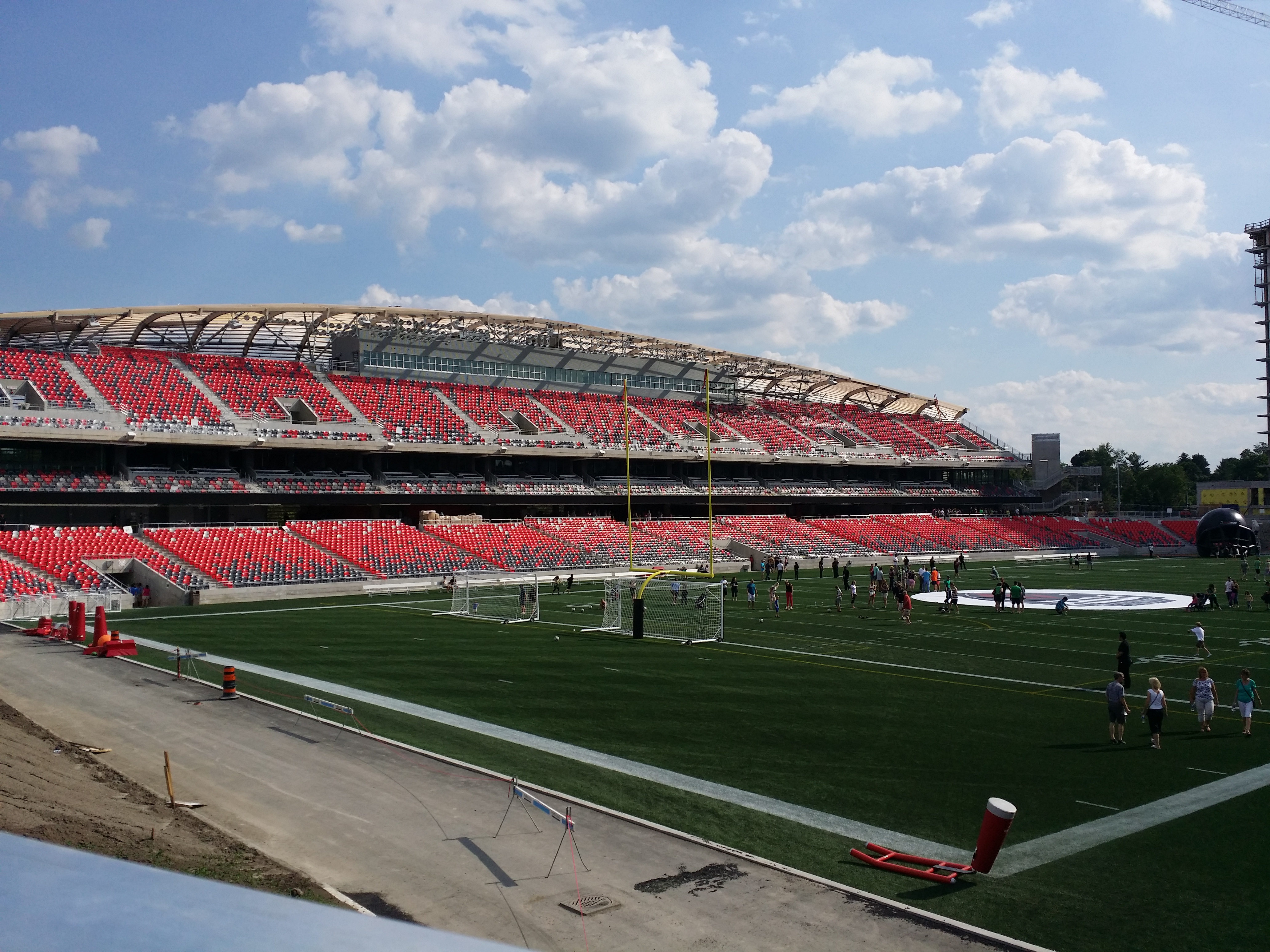
Sân vận động TD Place đã được cải tạo; Mùa hè năm 2014
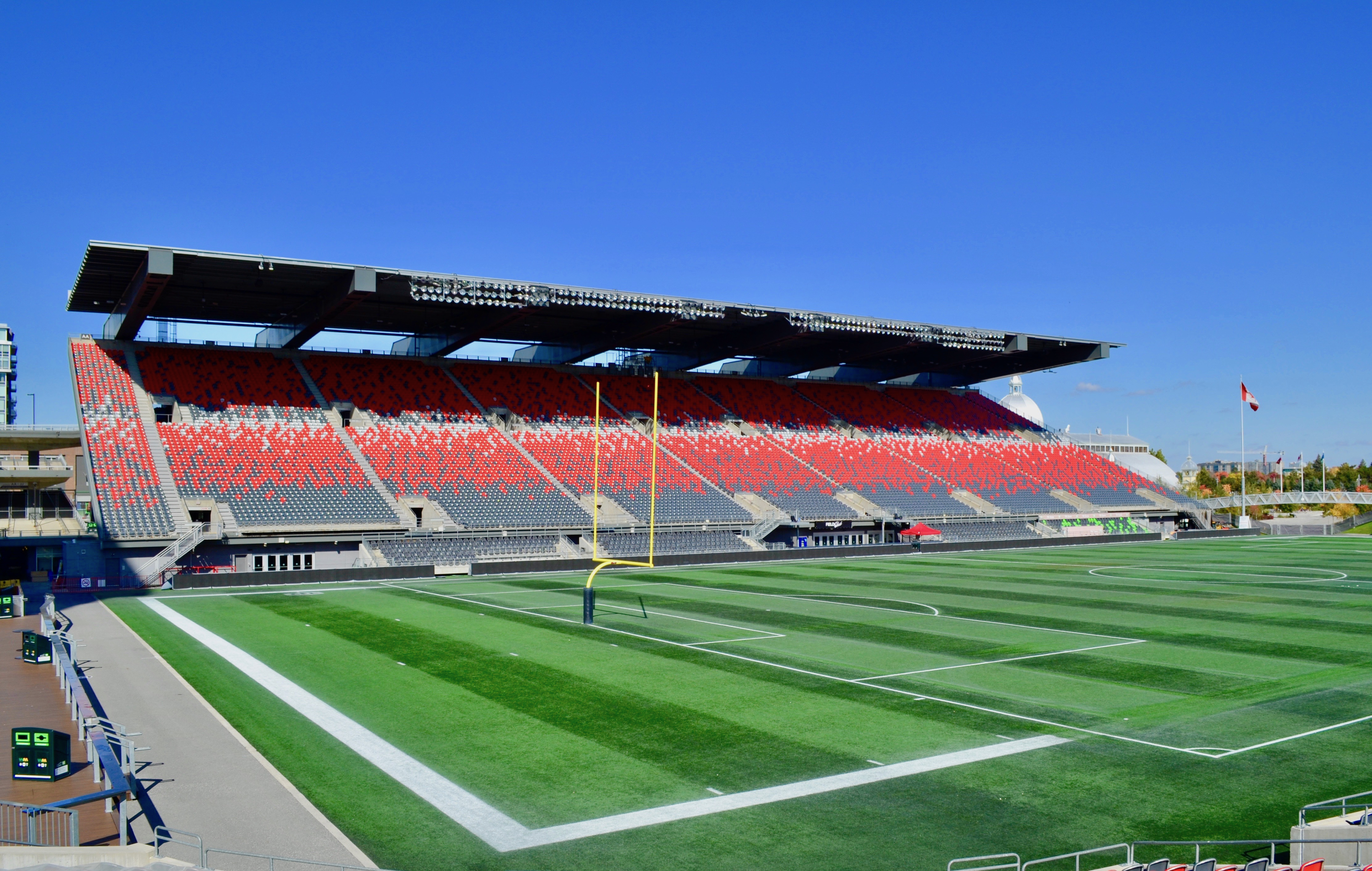
Khán đài phía Bắc
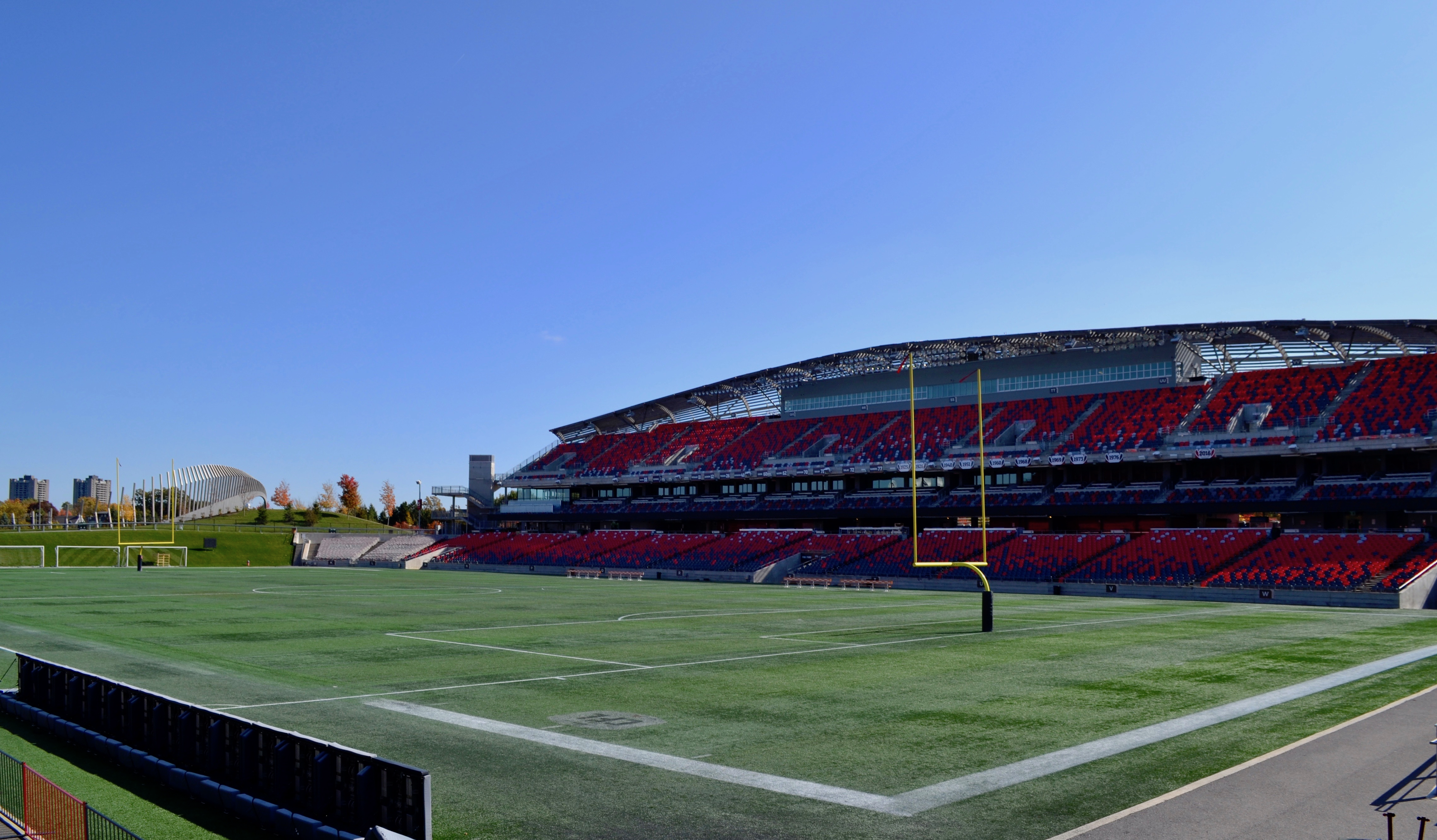
Khán đài phía Nam
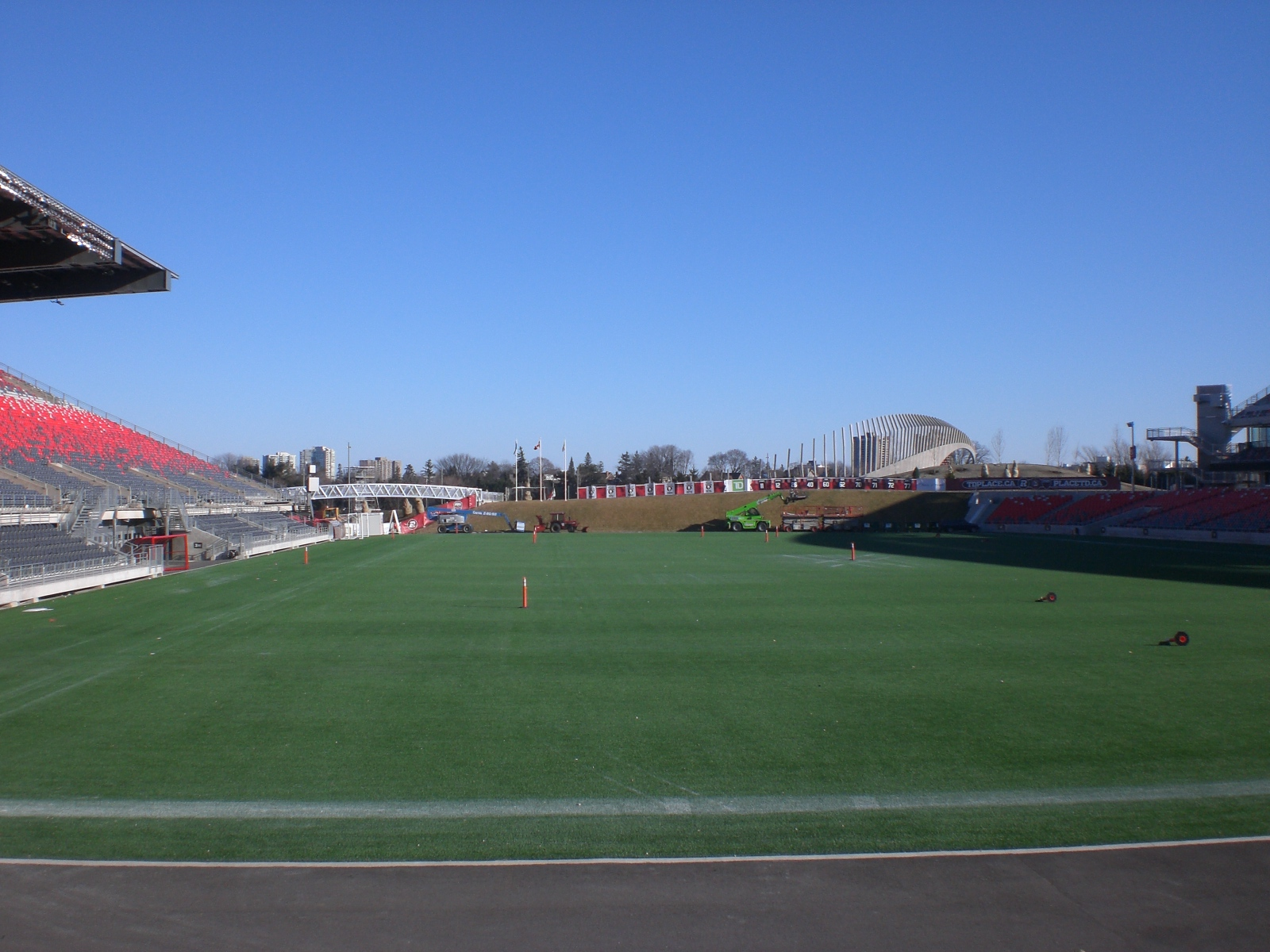
Mặt sân